# Aydun
Aydun (en árabe, ايدون) es una ciudad en la gobernación de Irbid, en Jordania. Tiene una población de 58.565 habitantes (censo de 2015). Se encuentra a 5 km al sureste de Irbid.